# Pendência
Pendência é um estado de expectativa em relação à propriedade, títulos ou cargos, quando o direito a eles não é investido em qualquer pessoa, mas aguarda o aparecimento ou a determinação do dono verdadeiro. No Direito civil, o termo pendência só pode ser aplicado a tais propriedades futuras que ainda não tenham sido investidas ou, provavelmente, não podem ser investidas. Por exemplo, um imóvel é concedido a "A" enquanto este viver, com reserva para o herdeiro de "B". Durante o tempo de vida de "B", o direito de propriedade do herdeiro de "B" está em suspenso, até a morte de "B" é incerto quem é o seu herdeiro. Do mesmo modo, as terras alodiais adquiridas através de benefícios, com a morte do titular, são consideradas em pendência até o próximo titular tomar posse.

## Pariato
O uso mais comum do termo é, no caso do pariato da Inglaterra. A maioria dos títulos de nobreza passa para herdeiros do sexo masculino, mas os antigos baronatos criados por editais de convocação, bem como condados muito antigos, empregam a sucessão de herdeiros-geral, também conhecida como primogenitura masculina. Neste sistema, os filhos mais velhos têm precedência sobre os mais jovens, os herdeiros de um filho sobre o filho seguinte, e qualquer filho sobre as filhas, mas não há precedência entre as filhas: elas ou os seus herdeiros herdam igualmente.
Se a filha é apenas uma criança ou suas irmãs são falecidos e não tem nenhum problema de saúde, ela (ou seus herdeiros) é investida com o título; caso contrário, uma vez que o pariato não pode ser compartilhado, nem dividido, a titularidade fica em pendência entre as irmãs, ou seus herdeiros, e não fica na posse de ninguém. Se por ausência de filhos, de casamento ou de ambos, eventualmente, apenas uma pessoa representa as reivindicações de todas as irmãs, ele ou ela pode reivindicar a titularidade como uma questão de direito, e a pendência é considerada encerrada. Por outro lado, o número de presumidos herdeiros pode crescer muito, pois cada interesse potencialmente pode ser dividido entre as filhas.
Um co-herdeiro pode requerer à Coroa o encerramento da pendência. A Coroa pode optar por acatar o pedido, mas se houver qualquer dúvida quanto à linhagem do requerente, o pedido é normalmente encaminhado ao Comitê de Privilégios. Se for aceito por unanimidade, o Comitê irá geralmente conceder o crédito, salvo se houver indícios de colusão, se o pariato estiver em pendência por mais de um século, ou se o requerente detém menos de um terço do crédito.
É totalmente possível que um pariato fique em pendência durante séculos. Por exemplo, o Baronato de Grey de Codnor estava em pendência há mais de 490 anos, entre 1496 e 1989, e o Baronato de Hastings esteve igualmente em pendência por mais de 299 anos (1542-1841). Alguns outros baronatos tornaram-se pendentes no século XIII, e a pendência ainda não terminou. Os únicos títulos, que não sejam de baronato, e que ainda estão em pendência são os do condado de Arlington e o viscondado de Thetford, que estão unidos, e o condado de Cromartie.
Os títulos no Pariato da Escócia não podem entrar em pendência. Na Escócia, a irmã mais velha tem preferência sobre as irmãs mais jovens; as irmãs não são consideradas co-herdeiras igualitárias.
É comum, mas incorreto, falar que os títulos de pariatos estejam latentes (ou seja, não reclamados), quando estiverem em pendência.